# Ян Понічан
Ян Понічан (15 червня 1902, Очова — 25 лютого 1978, Братислава) — словацький поет, прозаїк, драматург, перекладач і публіцист.
Народився в селянській родині, але після передчасної смерті батьків його виховували родичі. Освіту здобув у Банській Бистриці (в угорській класичній гімназії) та Лученіці (реальна гімназія, диплом середньої школи). Згодом він продовжив навчання в Технічному університеті в Празі, але через два роки перейшов до юридичної науки, яку закінчив у 1927 р. У 1924 вступив до Комуністичної партії. Член групи лівих інтелектуалів DAV. Працював у Братиславі стажером, коротко — у Зволені. Після читання лекцій про СРСР, де він відвідав Москву та Сибір як керівник міжнародної делегації Червоної допомоги (1931), був засуджений і ув'язнений у Банській Бистриці (1931). У 1932 був адвокатом-практиком у В. Клементіса, через рік відкрив власну адвокатську практику. Він представляв переважно робітників та комуністів. Займався адвокатською діяльністю до 1947 року, згодом був секретарем Асоціації адвокатів, державним нотаріусом. Після 1945 року був секретарем і віце-президентом Словацької асоціації письменників з 1958 по 1959 рік, керівником угорської редакції Словацького видавництва вишуканої літератури, а згодом, до 1964 року, коли вийшов на пенсію, був директором цього видавництва.
У своїх віршах висловлював свої політичні погляди, революційний та пролетарський ентузіазм, а також власні хвилювання, еротичні та любовні мотиви, міський досвід (наприклад, з Парижа), а також соціальні проблеми. Окрім поезії, прози та драми, він також перекладав твори світових драматургів та російських авторів (Сергій Єсенін, Володимир Маяковський), угорських авторів (Ендре Аді, Шандор Петефі), а також твори з болгарської мови.